# Ashes of the Wake
| 전문가 평가                      | 전문가 평가 |
| 평가 점수                        | 평가 점수   |
| 출처                             | 점수        |
| -------------------------------- | ----------- |
| AllMusic                         | [ 3 ]       |
| Blabbermouth.net                 | 7/10        |
| Collector's Guide to Heavy Metal | 8/10        |
| Entertainment Weekly             | B+          |
| Kerrang!                         | [ 6 ]       |
| PopMatters                       | favorable   |

《Ashes of the Wake》는 미국의 헤비 메탈 밴드 램 오브 갓의 네 번째 스튜디오 음반이자 메이저 레이블에서 발매된 첫 번째 음반으로, 2004년 에픽 레코드를 통해 발매되었다. 이 음반은 발매 첫 주에 35,000장의 판매고를 올리며 빌보드 200 차트에서 27위로 데뷔하였다.
이 음반은 《기타 월드》에서 선정한 "역사상 가장 위대한 기타 음반 100위" 중 49위에 올랐으며, 《메탈 해머》에서는 "21세기 최고의 메탈 음반" 중 5위로 선정되었다.

## 배경
《Ashes of the Wake》는 이라크 전쟁 당시의 사건들에서 영감을 받아 제작되었으며, 타이틀곡 〈Ashes of the Wake〉를 비롯해 〈Now You've Got Something to Die For〉, 〈One Gun〉, 〈The Faded Line〉 등은 모두 전쟁과 관련된 주제를 다루고 있다. 특히 〈Ashes of the Wake〉에는 이라크 전쟁에서 복귀한 전직 해병대 하사 지미 매시의 인터뷰 일부가 삽입되어 있다. 〈Omerta〉의 도입부에 나오는 인용문은 시칠리아 마피아의 침묵의 규율(Omertà)을 패러프레이즈한 것이다.
2010년 8월, 기준으로 이 음반은 미국 내에서 약 398,000장이 판매되었으며, 발매 10주년이 된 2014년까지 누적 판매량은 40만 장을 돌파하였다. 이는 램 오브 갓의 음반 중 가장 많은 판매량을 기록한 음반이다. 2016년 2월, 미국 음반 산업 협회로부터 골드 인증을 받았다.

## 발매
초판에는 보너스 디스크인 "Pure American Metal"이 포함되어 있었으며, 이 디스크에는 밴드의 이전 음반들인 《Burn the Priest》, 《New American Gospel》, 《As the Palaces Burn》에서 발췌한 곡들과 DVD 《Terror and Hubris》에 수록된 〈Black Label〉의 라이브 버전, 그리고 〈Laid to Rest〉의 사전 제작 데모 버전이 수록되어 있다.
일본판에는 보너스 트랙으로 〈Another Nail for Your Coffin〉이 추가되었으며, 이 곡은 2010년에 전 세계적으로 발매된 3CD 박스 세트 《Hourglass: The Anthology》에 수록되었다. 이후 이 곡은 음반의 15주년 기념반에도 포함되었다.

## 곡 목록
모든 곡들은 램 오브 갓에 의해 작사/작곡하였다.
| #   | 제목                                    | 재생 시간 |
| --- | --------------------------------------- | --------- |
| 1.  | 〈Laid to Rest〉                        | 3:50      |
| 2.  | 〈Hourglass〉                           | 4:00      |
| 3.  | 〈Now You've Got Something to Die For〉 | 3:39      |
| 4.  | 〈The Faded Line〉                      | 4:37      |
| 5.  | 〈Omerta〉                              | 4:45      |
| 6.  | 〈Blood of the Scribe〉                 | 4:23      |
| 7.  | 〈One Gun〉                             | 3:59      |
| 8.  | 〈Break You〉                           | 3:35      |
| 9.  | 〈What I've Become〉                    | 3:28      |
| 10. | 〈Ashes of the Wake〉                   | 5:45      |
| 11. | 〈Remorse Is for the Dead〉             | 5:41      |

## 인증
| 국가                                                            | 인증 | 판매량/출하량 |
| --------------------------------------------------------------- | ---- | ------------- |
| 캐나다 (뮤직 캐나다)                                            | 골드 | 50,000^       |
| 영국 (BPI)                                                      | 실버 | 60,000        |
| 미국 (RIAA)                                                     | 골드 | 500,000       |
| ^출하량을 기반으로 한 인증 · 판매량+스트리밍을 기반으로 한 인증 |      |               |